# Feyenoord-Feyenoord-Feyenoord-Feyenoord-Feyenoord
Feyenoord-Feyenoord-Feyenoord-Feyenoord-Feyenoord is een single van de ras-Rotterdammer Gerard Cox, als supporterslied over Feyenoord.
De B-kant Ajax is dood...! is van hetzelfde trio Cox, van Otterloo en Touber. Het is een soort begrafenismars. Cox beschouwde dit als een soort jeugdzonde.
De titels van A- en B-kant wijzen op een uitgave in het najaar van 1970. Cox benoemde "De cup staat in De Kuip". Hiermee wordt bedoeld de Europacup I die Feyenoord in de zomer van 1970 won na winst op Celtic FC met 2-1. In die zomer werd echter AFC Ajax landskampioen. In het seizoen 1970/1971 werd Feijenoord wederom kampioen. De verschillen waren toen nipt (tweepuntenstelsel).